# Bernice Hubard
Bernice Hubard  is een Surinaams songwriter en musicalregisseur. Zij won in 2006 het componistenfestival SuriPop.

## Biografie
Hubard, gehuwd Rijn, nam in 2006 op nog jonge leeftijd  voor de eerste keer deel aan SuriPop en won met haar lied Na yu sey direct het festival uit in het totaal 170 inzendingen. Het gospellied werd gezongen door Meryll Malone met het koor Hope And Togetherness onder leiding van Harold Telgt.
Hubard is rond 2015 voorzitter van de Stichting Music&ME die zich richt op muziekvorming in Suriname. Ze voerde enkele jaren verschillende projecten uit die gericht waren op kinderen. Samen met Nisha Madaran, Ornyl Malone, Louise Naarden en No Space schreef zij een muziekalbum met zeven kinderliedjes. In 2017 regisseerde ze de musical Talent vs. attitude voor kinderen.